# مربع (فیلم ۲۰۱۷)
مربع (انگلیسی: The Square) یک فیلم درام طنز سوئدی به کارگردانی روبن اوستلوند محصول سال ۲۰۱۷ است. فیلم در جشنواره فیلم کن ۲۰۱۷ برندهٔ نخل طلا شد.همچنین این فیلم نامزد دریافت جایزه اسکار بهترین فیلم خارجی‌زبان در نودمین دوره جوایز اسکار شد.

## داستان
کریستین یک موزه دار با سابقه و مورد احترام در یک موزه‌ی هنرهای معاصر است یک مرد طلاق گرفته و پدر دو بچه است که در زندگی‌اش مشکلاتی بوجود می‌آید که نیازمند یادآوری انسانیت و مسئولیت پذیری است.

## بازیگران
- کلیس بنگ
- الیزابت ماس
- دومینیک وست